# Sclerodactylidae
Famille
Les Sclerodactylidae sont une famille d'holothuries (concombres de mer) de l'ordre des Dendrochirotida.

## Description et caractéristiques

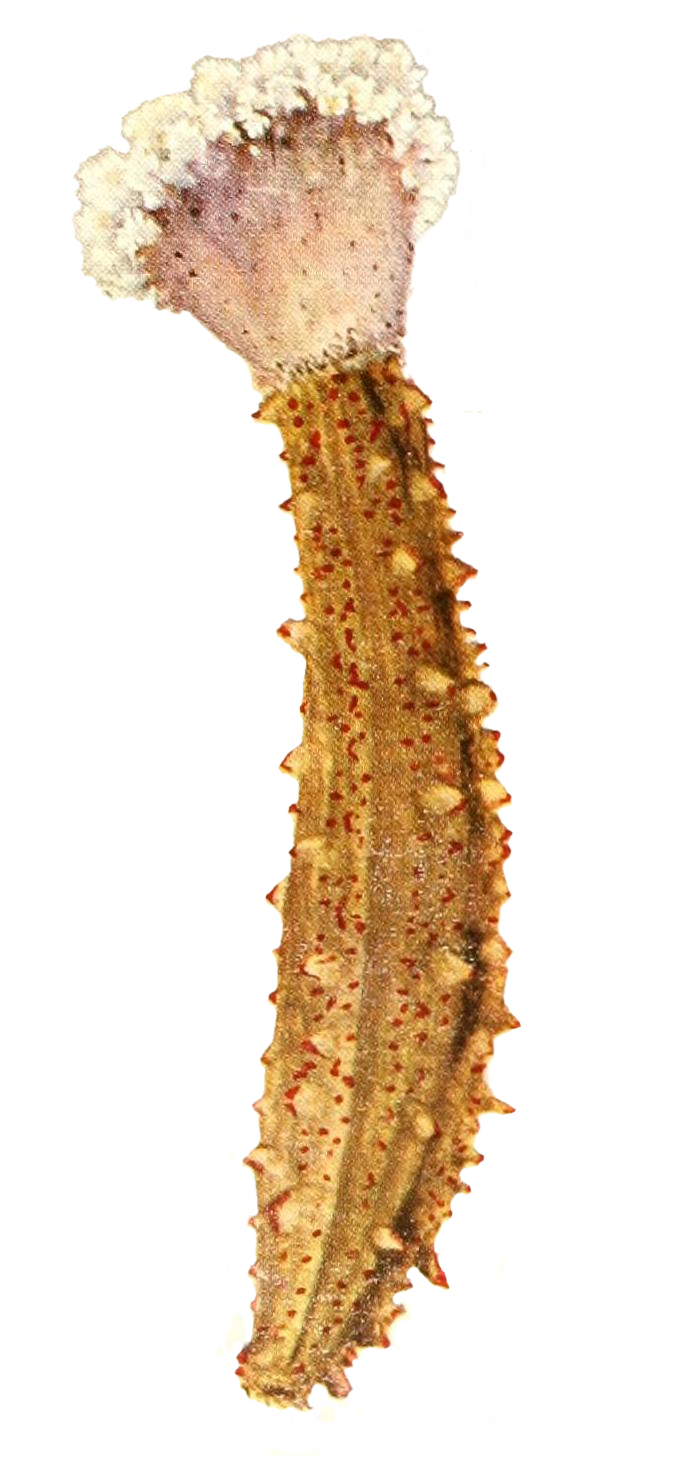
Dessin de Havelockia versicolor.

Ces holothuries sont caractérisées par un complexe anneau d'ossicules placé en position antérieure, prolongé par des extensions postérieures (segmentées ou non). Elles ont entre 10 et 20 tentacules autour de la bouche.

## Liste des genres
Selon World Register of Marine Species (31 mai 2014) :
- genre Afrocucumis Deichmann, 1944 -- 3 espèces
- genre Apentamera Deichmann, 1941 -- 1 espèce
- genre Athyone Deichmann, 1941 -- 3 espèces
- genre Cladolabes Brandt, 1835 -- 11 espèces
- genre Clarkiella Heding in Heding & Panning, 1954 -- 2 espèces
- genre Coronatum Martins & Souto in Martins, Souto & Menegola, 2012 -- 1 espèce
- genre Deichmannia Cherbonnier, 1958 -- 1 espèce
- genre Engeliella Cherbonnier, 1968 -- 1 espèce
- genre Eupentacta Deichmann, 1938 -- 5 espèces
- genre Euthyonidiella Heding & Panning, 1954 -- 10 espèces
- genre Globosita Cherbonnier, 1958 -- 3 espèces
- genre Havelockia Pearson, 1903 -- 29 espèces
- genre Neopentamera Deichmann, 1941 -- 1 espèce
- genre Neothyone Deichmann, 1941 -- 5 espèces
- genre Ohshimella Heding & Panning, 1954 -- 5 espèces
- genre Pachythyone Deichmann, 1941 -- 3 espèces
- genre Pseudothyone Panning, 1949 -- 8 espèces
- genre Sclerodactyla Ayres, 1851 -- 2 espèces
- genre Sclerothyone Thandar, 1989 -- 2 espèces
- genre Temparena Thandar, 1989 -- 2 espèces
- genre Thandarum Martinez & Brogger, 2012 -- 1 espèce

## Galerie

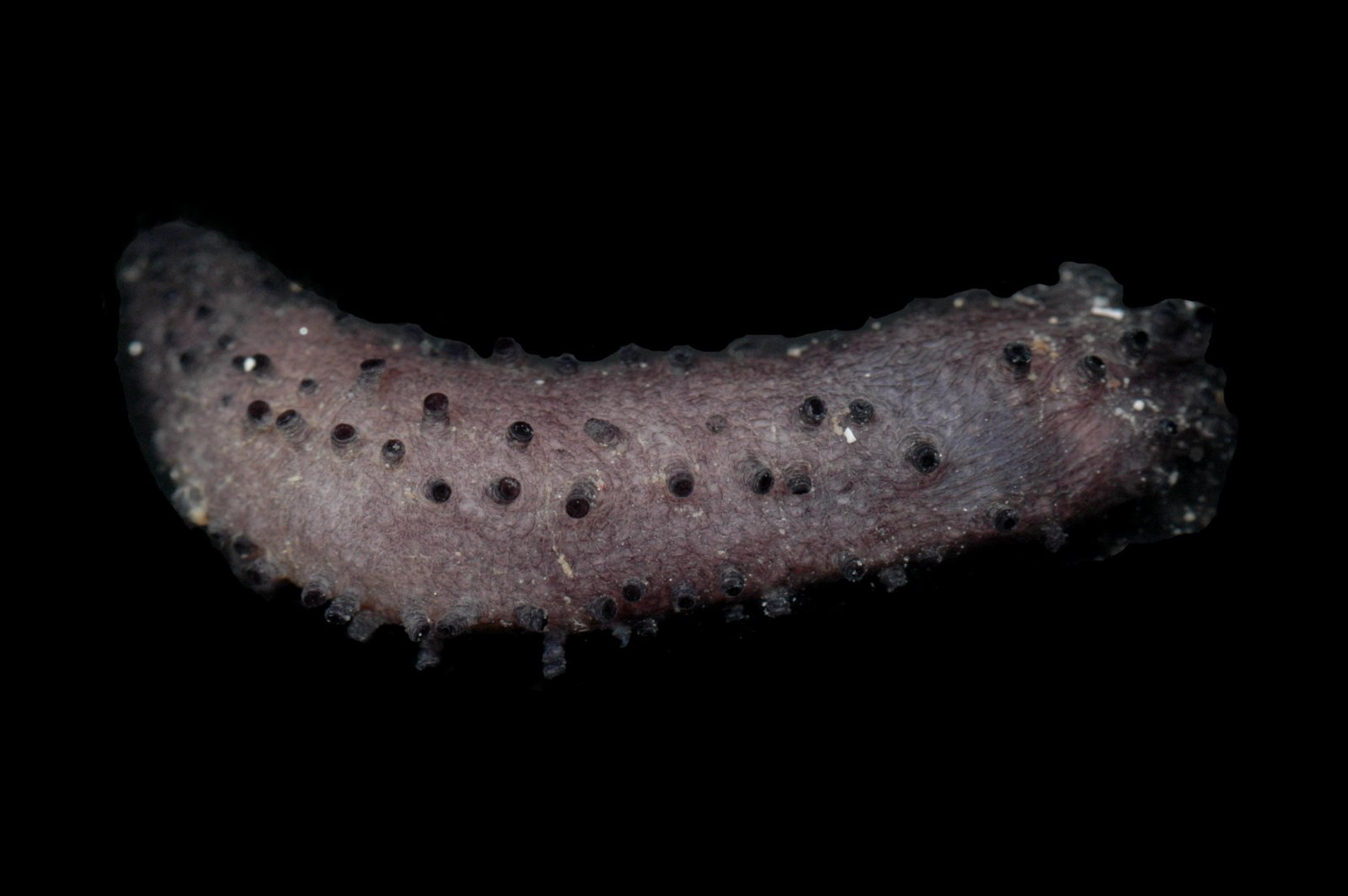
Afrocucumis africana.
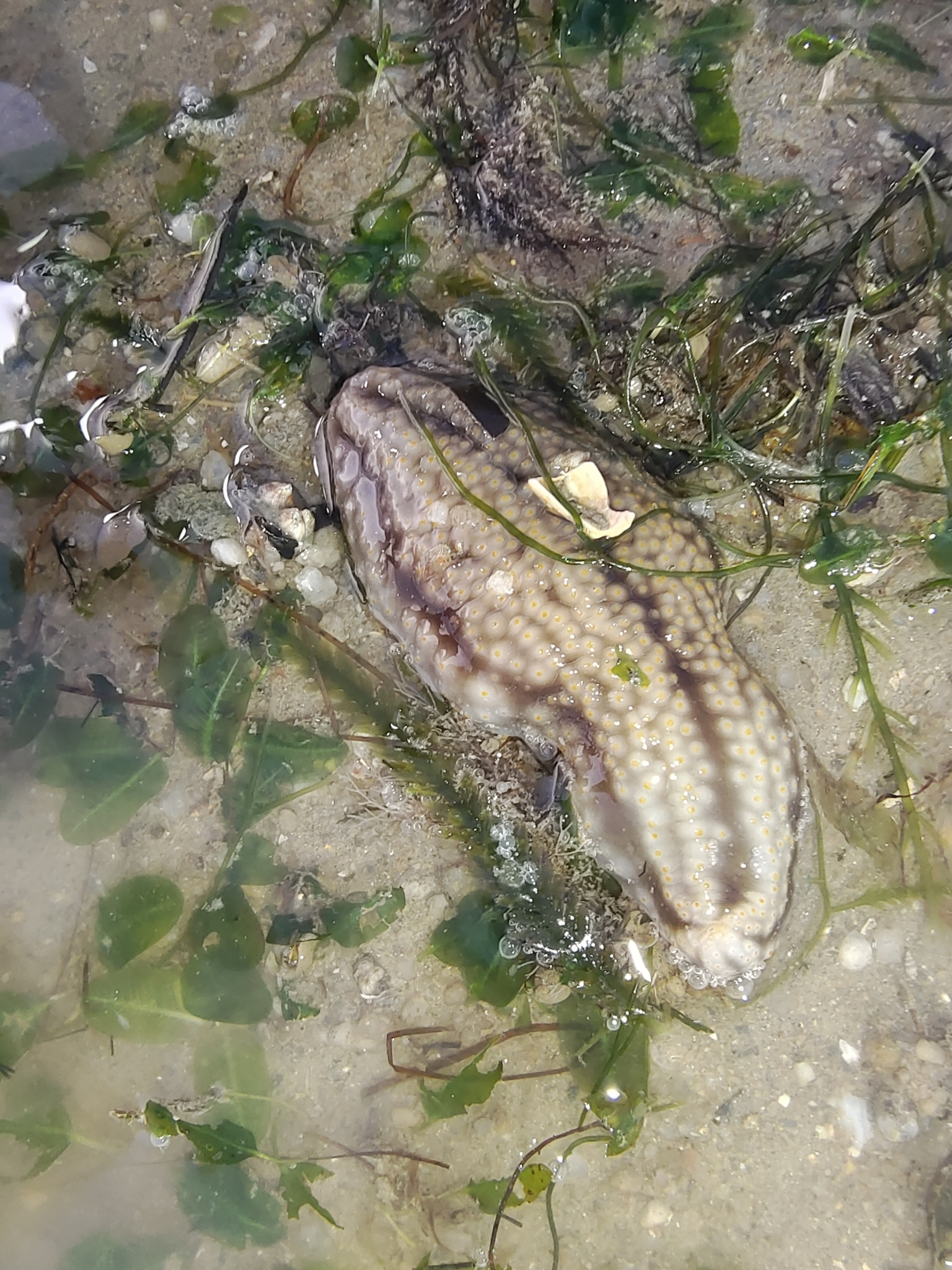
Cladolabes hamatus.
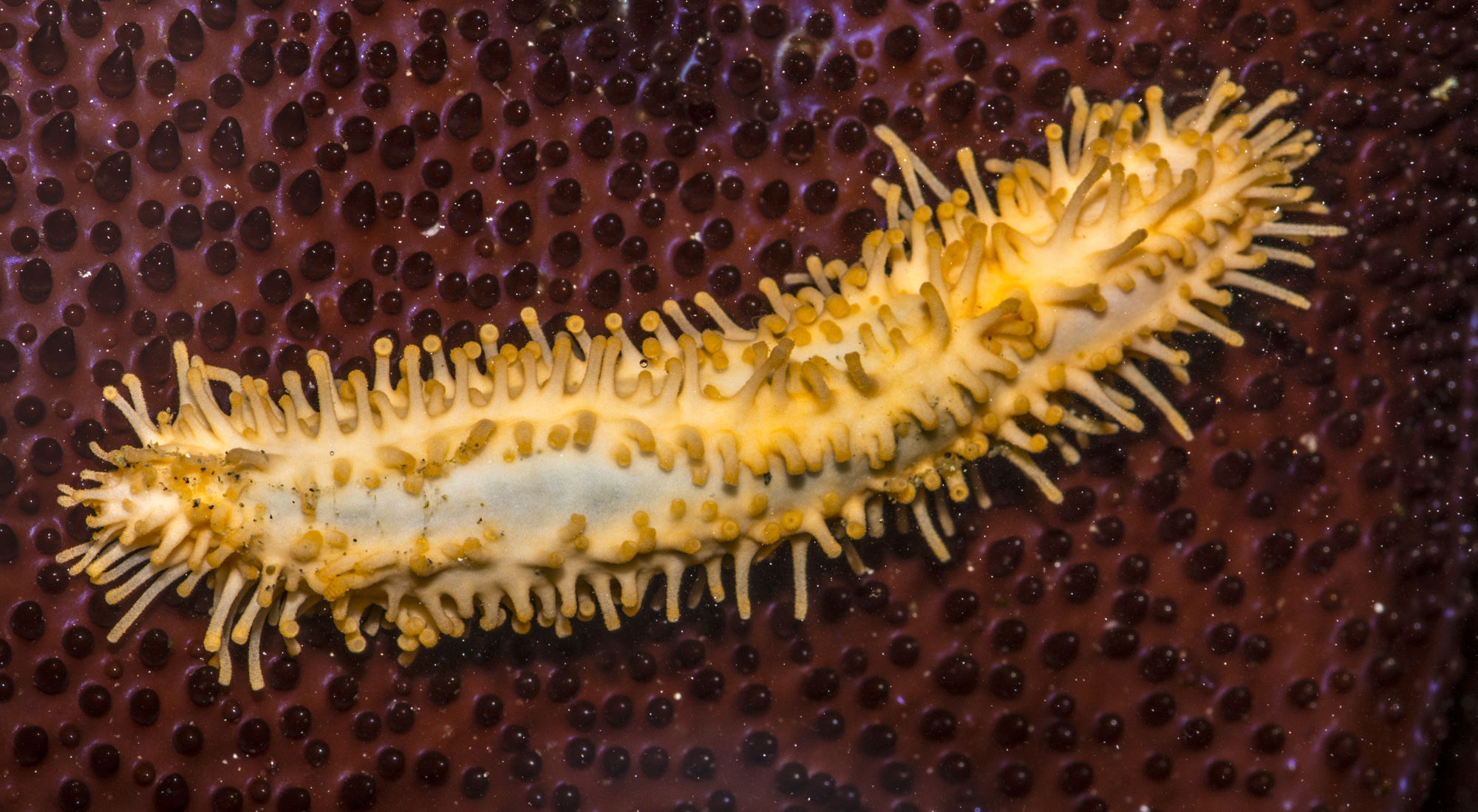
Eupentacta quinquesemita.
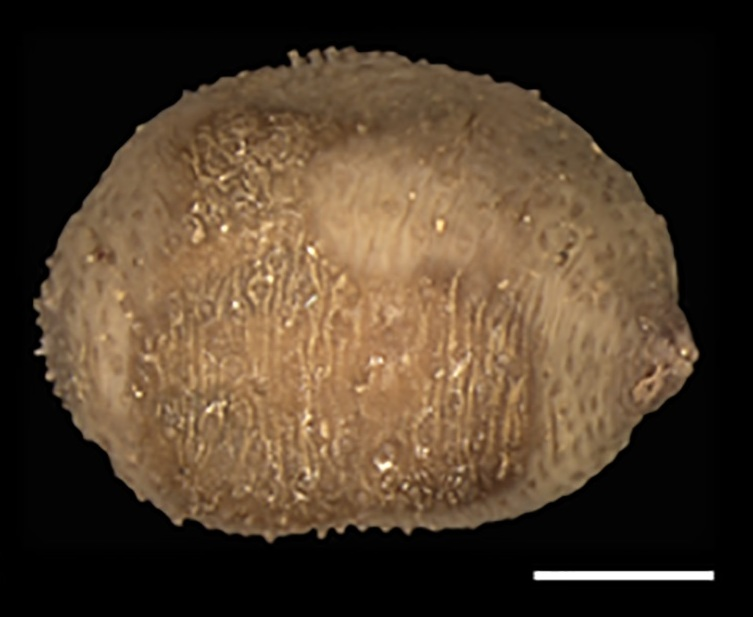
Euthyonidiella occidentalis
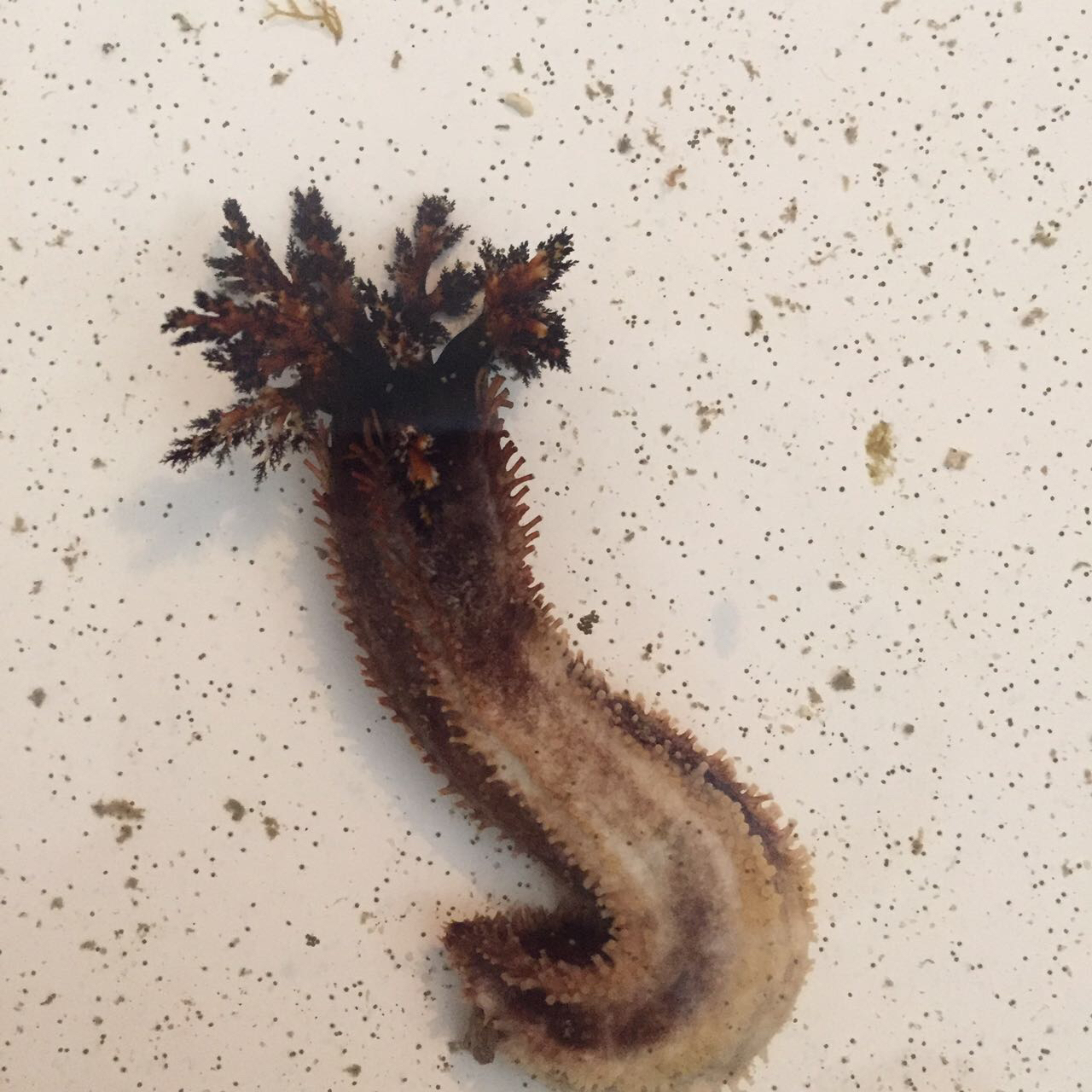
Neothyone gibber.
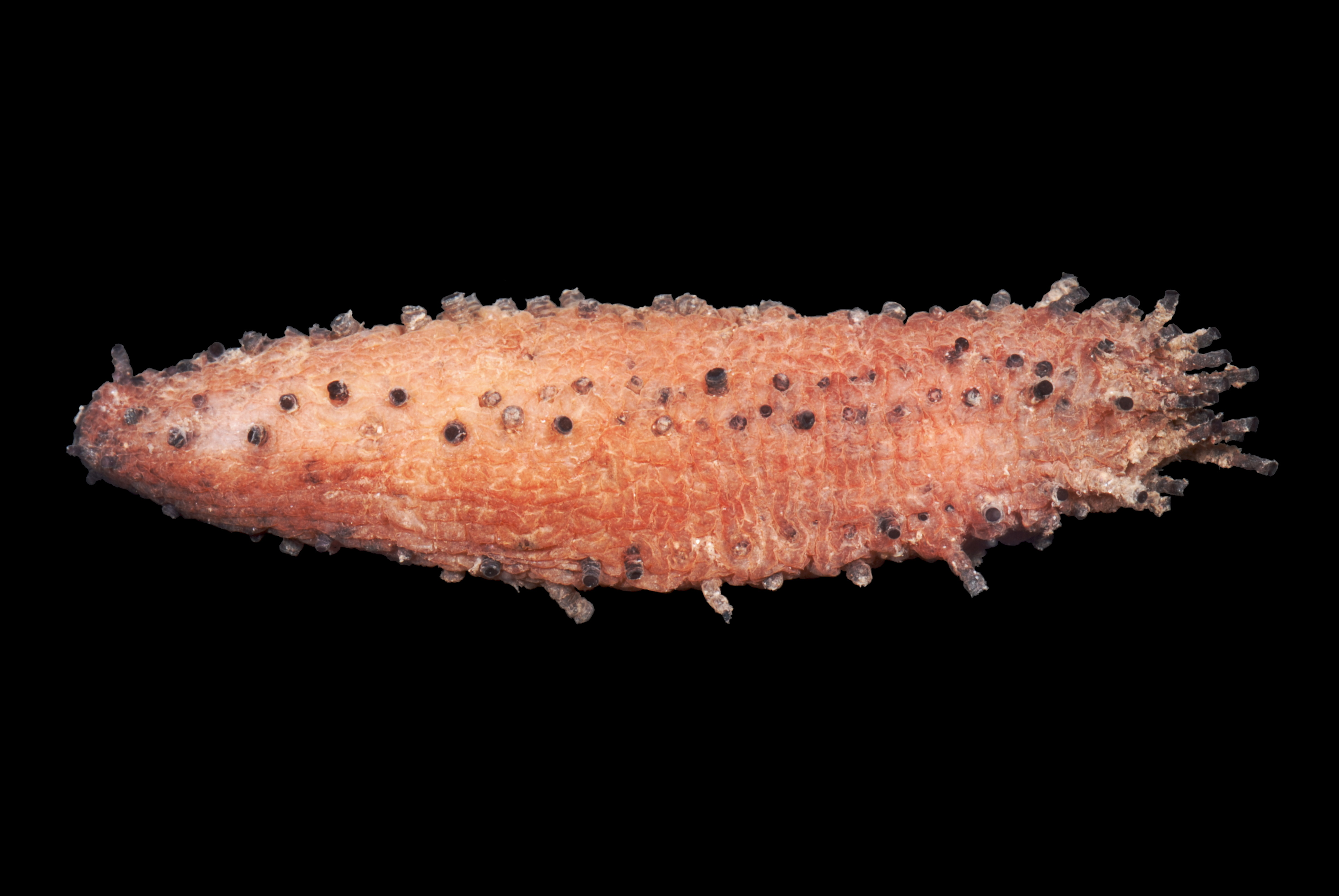
Ohshimella ehrenbergii.
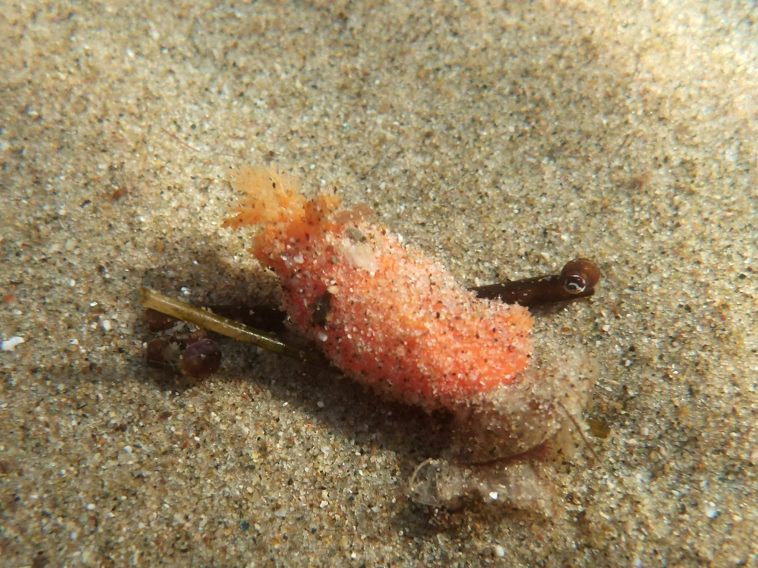
Pachythyone rubra.
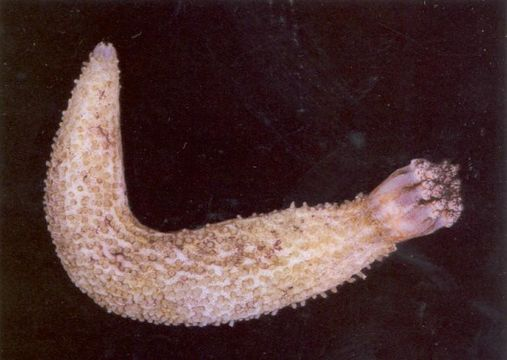
Pseudothyone belli.
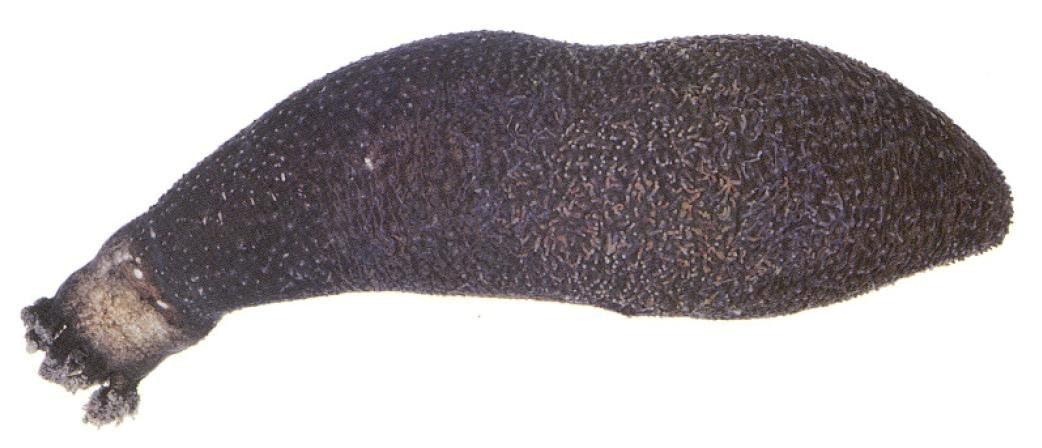
Sclerodactyla briareus.
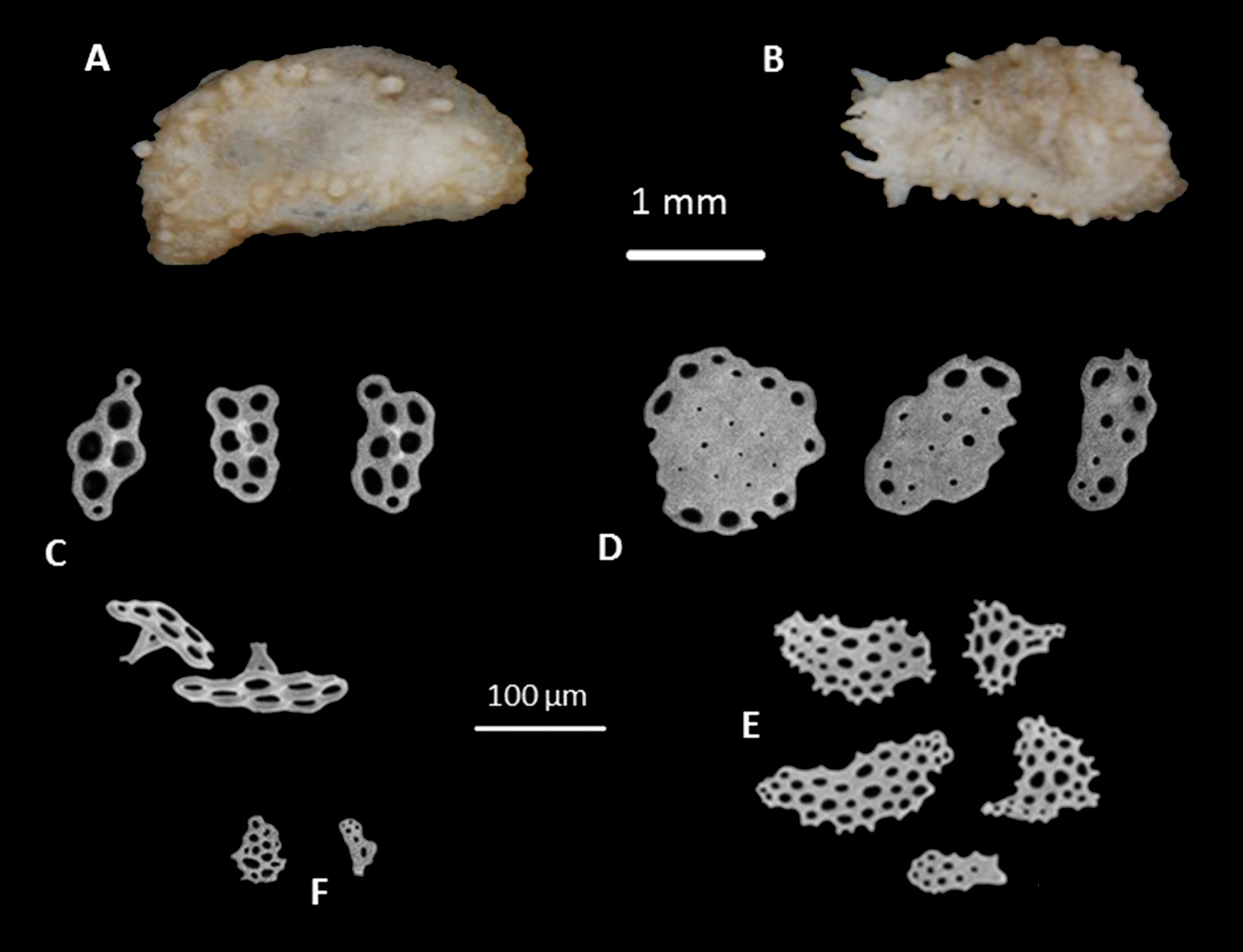
Temparena trouspetita.